# Comuna de Gryfów Śląski
Gryfów Śląski (polaco: Gmina Gryfów Śląski) é uma gminy (comuna) na Polónia, na voivodia de Baixa Silésia e no condado de Lwówecki. A sede do condado é a cidade de Gryfów Śląski.
De acordo com os censos de 2004, a comuna tem 10 416 habitantes, com uma densidade 156,4 hab/km².

## Área
Estende-se por uma área de 66,61 km², incluindo:
- área agricola: 62%
- área florestal: 24%

## Demografia
Dados de 30 de Junho 2004:
|                      | Total   | Total | Mulheres | Mulheres | Homens  | Homens |
| -------------------- | ------- | ----- | -------- | -------- | ------- | ------ |
|                      | pessoas | %     | pessoas  | %        | pessoas | %      |
| População            | 10 416  | 100   | 5380     | 51,7     | 5036    | 48,3   |
| Densidade (pop./km²) | 156,4   | 100   | 80,8     | 80,8     | 75,6    | 75,6   |

De acordo com dados de 2002, o rendimento médio per capita ascendia a 1303,1 zł.

## Subdivisões
- Krzewie Wielkie, Młyńsko, Proszówka, Rząsiny, Ubocze, Wieża, Wolbromów.

## Comunas vizinhas
- Leśna, Lubań, Lubomierz, Lwówek Śląski, Mirsk, Olszyna